# ホーカー・シドレー P.1127
P.1127/ケストレル
プロトタイプ ホーカー P.1127 (XP831) 1962年
- 用途：VSTOL実験機
- 設計者：シドニー・カム
- 製造者：ホーカー・エアクラフト/ホーカー・シドレー
- 運用者：イギリス空軍
- 初飛行：1960年11月19日 (P.1127) /1964年3月7日（ケストレル）
- 生産数：P.1127：6機
ケストレル：9機

ホーカー P.1127 (Hawker P.1127) およびホーカー・シドレー ケストレル FGA.1 (Hawker Siddeley Kestrel FGA.1) は、ホーカー・エアクラフト・ホーカー・シドレーが開発した実験機。
本機を改良する形で、世界初の実用VTOL機であるホーカー・シドレー ハリアーが開発された。

## 設計と開発

### 背景
1954年、フランスの技術者ミシェル・ウィボー (Michel Wibault)は、ブリストル オライオン ターボプロップエンジンを用いてエンジン前方に配置した四基の遠心式ブロワーをシャフト駆動し、ブロワーのケーシングごと回転偏向させることで垂直離着陸を可能とする対地攻撃機「ジロプテール」(Gyropter) を提案した。フランス政府、航空機メーカーともこの提案に興味を示さなかったため、ウィボーは1956年にアメリカが出資するNATOの相互兵器開発計画 (Mutual Weapons Development Project, MWDP) に提案し、この案がブリストル・エンジン社にもたらされた。ウィボーの提案したエンジン配置はかさばりすぎ、また、実用には重すぎたため、ブリストル・エンジンのスタンリー・フッカーは一対の軸流ファンと可変ノズルを用いたBE48 エンジンを設計、更に1957年半ばには同社のオーフュースの前段にオリンパスを組み合わせ、前段からの低温排気を回転可能なパイプで推力を偏向できる様にしたエンジンを提案した。この案はホーカーに伝えられ、シドニー・カムの指導のもとラルフ・フーパーが検討を行ったが、エンジン全体を地面に対し30度傾けても実用とはならないことが判明した。そこで、前段のみならず後段の排気も偏向させることが決定され、1958年初頭には更なる推力を得るため二段のファンが追加された。同時に、ジェットエンジンを構成する2つの軸（スプール）のうち、ファン/低圧圧縮機-低圧タービンの軸と、高圧圧縮機-高圧タービンの軸とを逆回転させることでジャイロ効果の低減が図られた。
後にペガサスとして知られることになるそのエンジンを、ホーカーはNATOの軽戦術支援戦闘機 (Light Tactical Support Fighter) 仕様に適合する機体に用いることにした。当時、イギリスの1957年防衛白書に基づき防衛費の大幅削減が行われており、ホーカーは商業資本やアメリカによるエンジン開発資金に頼る必要があった。この計画のため、NASAによるラングレー空軍基地でのモデルテストが大規模に行われた。ホーカーのテストパイロットヒュー・メアウェザー (Hugh Merewether) は、NASAの求めに応じてアメリカに赴き、ベル X-14を操縦した。1959年3月、ホーカー・シドレーの役員会でP.1127 プロトタイプ2機の資金が認められた。同年末、英軍需省との間にP.1127 プロトタイプ2機の契約が結ばれた。

### P.1127

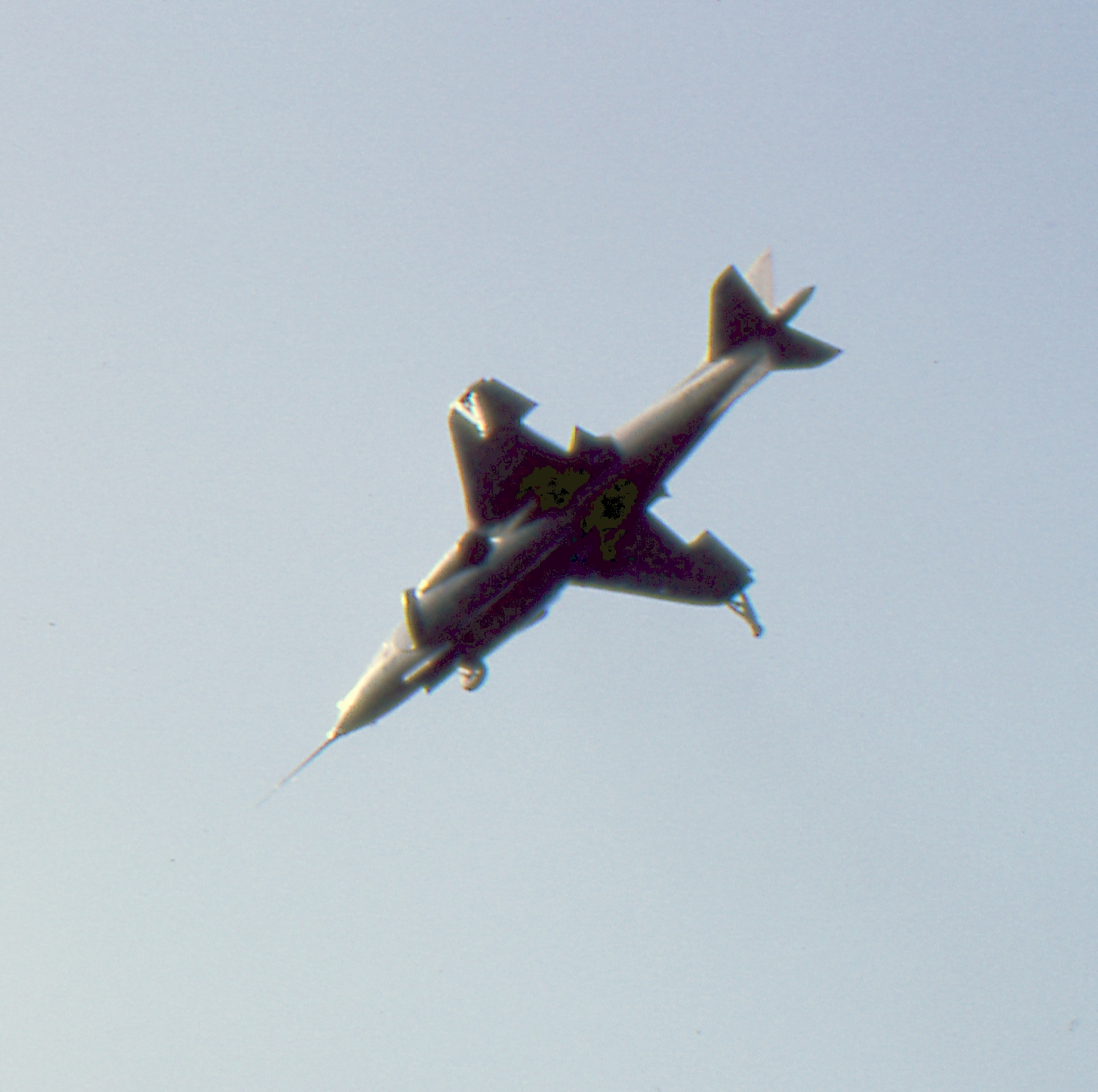
1962年、ファーンボロでのP.1127 3号機XP972。主翼後縁に後退角がないのが見て取れる

P.1127のプロトタイプ1号機（機体コード：XP831）は、エンジンの地上試験のため1960年7月に引き渡され、10月にはペガサスエンジンが利用可能になった。同月中に係留飛行が、また、11月19日には自由飛行によるホバリングが実施され、その後最初の広報用写真が公表された。プロトタイプ2号機は1961年7月に通常方式での離陸を行った。両機は垂直離陸と通常飛行の狭間を徐々に埋め、1961年9月8日に転換飛行を行った。
さらに4機のプロトタイプが発注された。この時期を通じてペガサスエンジンの改良が続けられ、ペガサス3は最大推力15,000lbf (67kN) を実現した。推力以外の点で当初の4機に大きな違いはないが、5号機（機体コード：XP980）では、後のハリアーに見られるものと同様に、垂直尾翼の高さを増すとともに水平尾翼には下反角が与えられた。4号機はホーカーの生産テストパイロットがP.1127に慣れるのにも用いられた。航空母艦への最初の垂直着陸は、プロトタイプ1号機が1963年に「アーク・ロイヤル」で行った。P.1127の最終機（機体コード：XP984）では主翼後縁に後退角が与えられるとともに主翼端が滑らかな形状に改められた。XP984には最終的に推力15,000lbf (67kN) のペガサス5エンジンが装備され、ケストレルのプロトタイプとして用いられた。
最初の3機のP.1127はいずれも失われ、2号機と3号機は開発中の事故によるものであった。1号機は1963年にパリ航空ショーで墜落した。操縦士はいずれの場合も生還した。

### ケストレル FGA.1

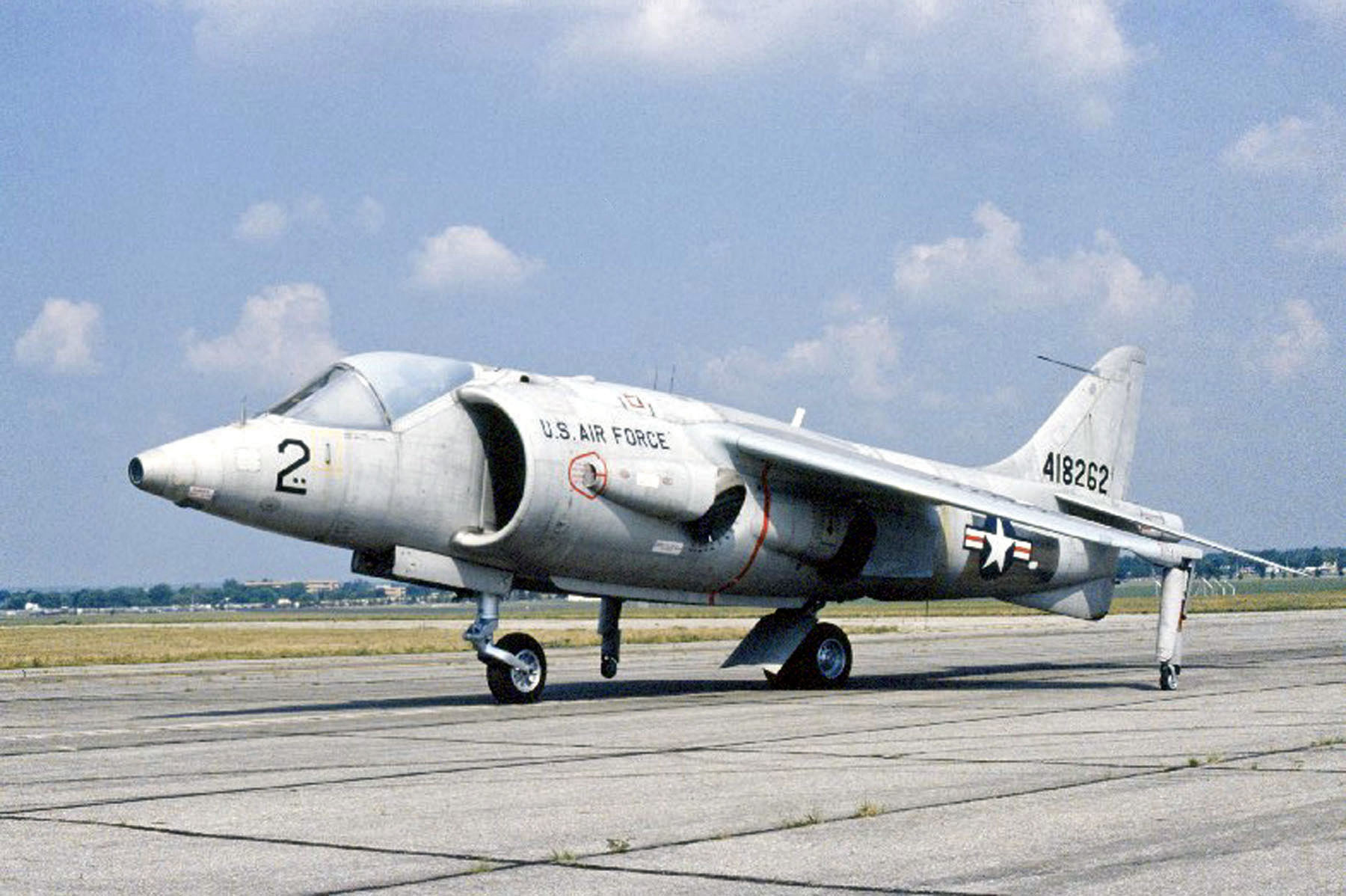
アメリカ空軍塗装のホーカー・シドレー XV-6A ケストレル

P.1127の改良型9機が、ケストレル FGA.1として評価用に発注され、1964年3月7日に初飛行が行われた。ケストレル (Kestrel) は、英語でチョウゲンボウを意味する。ケストレルの主翼は前後縁とも後退角を有し、尾翼はP.1127よりも拡大され、従来より大きい推力15,000lbf (67kN) のペガサス5エンジンを用いるため、P.1127/ケストレルプロトタイプ XP984と同様に胴体が変更された。
この機体にはアメリカおよび西ドイツが興味を示し、イギリス、アメリカ、西ドイツのテストパイロットからなる三ヶ国共同評価飛行隊 (Tri-partite Evaluation Squadron, TES) が、ノーフォークのウェストレインハム基地で1964年10月15日に結成された。試験中に1機が失われ、評価は1965年11月に終了した。
残った8機の評価機のうちの6機（アメリカ分の3機とドイツ分の3機）がアメリカに送られ、アメリカ陸軍、海軍、空軍（しかしながら、後にハリアーを配備した海兵隊は参加せず）によるXV-6A ケストレルとしての評価が行われた。これら三軍による評価の後、NASAに割り当てられた2機の他はエドワーズ空軍基地で更に評価するため機体は空軍に移管された。
イギリスに残った2機のうち、1機はRAE ベドフォードのBlind Landing Experimental Unit (BLEU) に配備され、もう1機（機体コード：XS693）はペガサス6エンジンへの更新のためブラックバーンへ送られ、機体構造の強化に加えて空気取り入れ口の改修が行われた。P.1127およびケストレル全機は飛行速度がほとんどゼロの際の空気取り入れをスムーズに行うため取り入れ口辺縁が膨張可能であったが、この機構の運用寿命に対する懸念から、通常のサクション・リリーフ・ドアに変更された。この機体が、ハリアーの量産前プロトタイプとなった。

### P.1127 (RAF)
NATOの要求NBMR-3が規定していた垂直離着陸機には、VTOL能力に加えてF-4 ファントムII同様の性能が期待されていた。これに応えるため、ホーカーはP.1127の超音速版としてP.1150ならびにP.1154を設計した。P.1154はNATOに採用され開発が続けられたが、1965年のプロトタイプ製造の段階でキャンセルされた。その後、1965年にイギリス空軍はP.1127 (RAF) としてケストレルの単純な改良を検討した。
同年末、イギリス空軍は6機の量産前試作P.1127 (RAF)を発注し（これは実際には発注済みのケストレルの残機分であった）、その1号機は1966年に初飛行した。これらは後にハリアーと命名された。

## 派生型

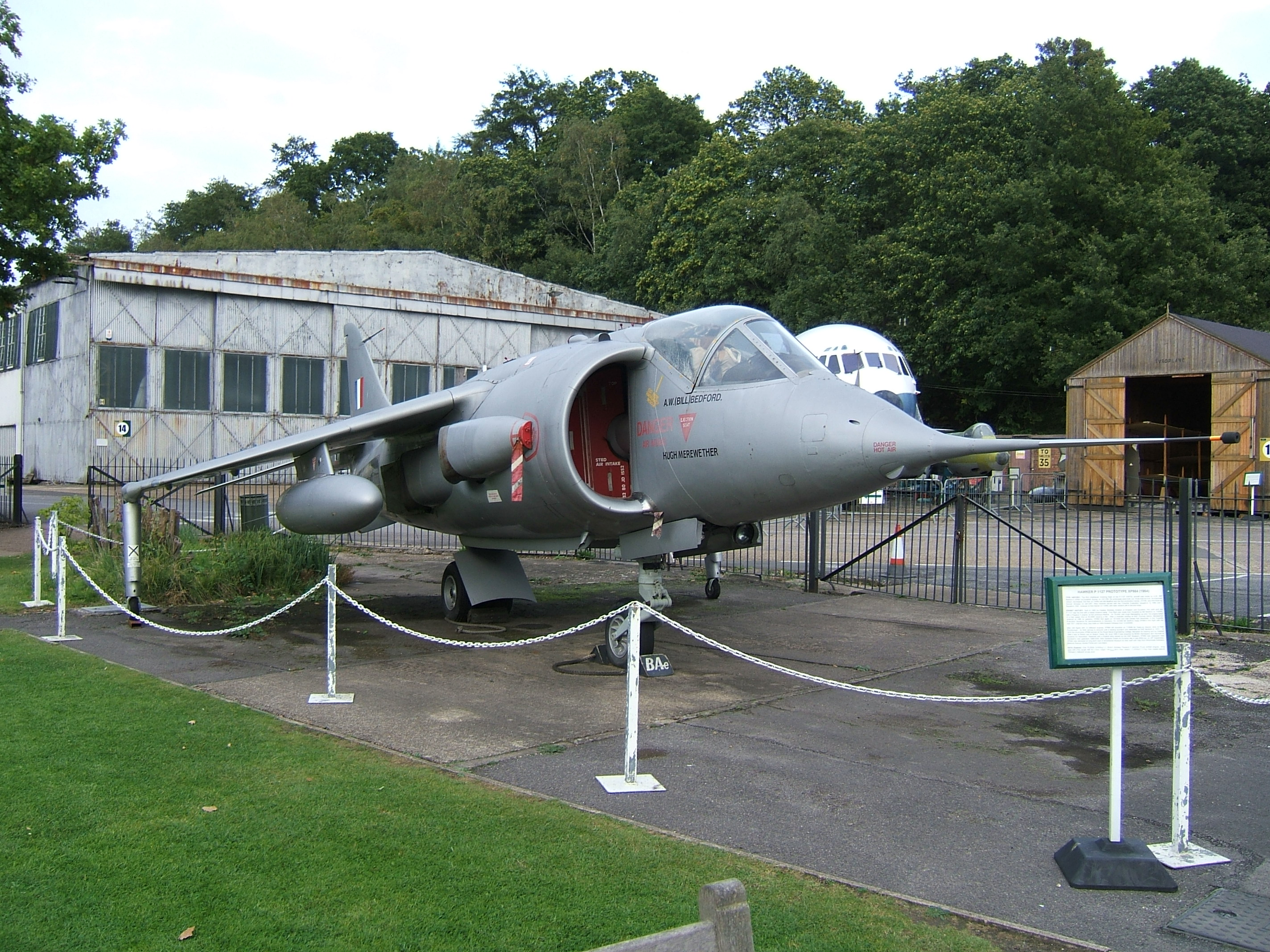
P.1127 プロトタイプ6機の最終機 (XP984)。後退翼を有する唯一のプロトタイプであり、ペガサス5エンジンを装備したケストレルのプロトタイプとなった

P.1127
V/STOL戦闘機の実験機。プロトタイプ2機に加え4機が生産された。
Kestrel FGA.1
三国合同評価部隊用の機体であり、製造された9機のうち6機が最終的にはXV-6Aとなった。
P.1127 (RAF)
地上攻撃および偵察用V/STOL戦闘機の開発機であり、ハリアー GR.1製造の一環として6機が製造された。
XV-6A
ケストレル FGA.1に対するアメリカ軍の呼称。
VZ-12
2機のP.1127開発機に対するアメリカ陸軍の呼称であるが、引き渡しはされなかった。

## 運用
西ドイツ
- ドイツ空軍（三国合同評価部隊に参加。割当機は引き渡されず、アメリカへ移管された）

 イギリス
- イギリス空軍

 アメリカ合衆国
- アメリカ陸軍（三国合同評価部隊および XV-6A 三軍合同評価チームの両方に参加）
- アメリカ海軍（三国合同評価部隊および XV-6A 三軍合同評価チームの両方に参加）
- アメリカ空軍
- NASA

## 現存機
- P.1127（機体コード：XP831） - ロンドンにあるサイエンス・ミュージアムで展示[26]
- P.1127（機体コード：XP980） - イギリス海軍航空博物館で展示
- P.1127（機体コード：XP984） - イングランド、サリーにあるブルックランズ博物館で展示
- Kestrel FGA.1（機体コード：XS695） - イングランド、コスフォードにあるイギリス空軍博物館で保管
- P.1127 (RAF)（機体コード：XV277） - スコットランドにある国立航空博物館で展示
- P.1127 (RAF)（機体コード：XV278） - ドイツ空軍博物館で展示
- XV-6A Kestrel（米軍機体番号：64-18262） - オハイオ州、ライト・パターソン空軍基地にある国立アメリカ空軍博物館で展示
- XV-6A Kestrel（米軍機体番号：64-18263） - バージニア州にあるバージニア航空宇宙センターで展示
- XV-6A Kestrel（米軍機体番号：64-18264） - アラバマ州にあるアメリカ陸軍航空博物館で保管
- XV-6A Kestrel（米軍機体番号：64-18266） - バージニア州にあるエア・パワー・パーク・アンド・ミュージアムで展示

## 仕様 (ケストレル FGA.1)
出典: Mason
諸元
- 乗員: 1名
- 全長: 12.95m （42ft 6in）
- 全高: 3.28m （10ft 9in）
- 翼幅: 6.99m（22ft 11in）
- 空虚重量: 4,445kg （約9,800lb）
- 運用時重量: 6,580kg （14,500lb（垂直離陸時）
- 最大離陸重量: 7,700kg （約17,000lb（短距離離陸時）
- 動力: Bristol Siddeley Pegasus 5 推力偏向ターボファンエンジン、67kN （15,000lbf）  × 1

性能
- 最大速度: 1,142km/h （710mph, M0.92（海面上）
- 実用上昇限度: 16,750m （約55,000ft（運用時）
- 上昇率: 150m/s （約30,000ft/min）
- 推力重量比: 1.04